# Willem Content
Willem Content (Blankenberge, 15 januari 1925 – Knokke, 11 juni 2002) was een Belgisch senator, volksvertegenwoordiger en burgemeester.

## Levensloop
Content behaalde het diploma van onderwijzer en werd leraar handenarbeid aan de rijksmiddelbare school in Knokke en aan de koninklijke athenea van Blankenberge en Brugge. In 1963 verliet hij het onderwijs en werd invoerder van lederwaren en namaakjuwelen.
In 1959 werd hij verkozen tot gemeenteraadslid van Blankenberge en na de fusie met Uitkerke werd hij in 1971 de eerste socialistische burgemeester van Blankenberge. Hij bekleedde dit ambt tot in 1986.
In maart 1974 werd hij verkozen tot lid van de Kamer van volksvertegenwoordigers voor het arrondissement Brugge en vervulde dit mandaat tot in 1978. In 1985 werd hij verkozen tot rechtstreeks gekozen senator in de Senaat en bleef dit tot in 1991. In de periode april 1974-december 1978 zetelde hij als gevolg van het toen bestaande dubbelmandaat ook in de Cultuurraad voor de Nederlandse Cultuurgemeenschap, die op 7 december 1971 werd geïnstalleerd. Vanaf december 1985 tot november 1991 was hij lid van de Vlaamse Raad, de opvolger van de Cultuurraad en de voorloper van het huidige Vlaams Parlement.
In 1982 werd hij voorzitter van het Nationaal Verbond van Zelfstandige Arbeiders, een vereniging behorende tot de socialistische zuil, alsook van de Vlaamse Unie van Socialistische Zelfstandige Arbeiders van België. Hij was ook bestuurder van de ziekenkas Bond Moyson.